# Борисова, Мария Ивановна
Мария Ивановна Борисова (род. 16 марта 1942, Сягаевка, Горьковский район, Омская область, РСФСР, СССР) — доярка совхоза «Алексеевский» Горьковского района Омской области, полный кавалер ордена Трудовой Славы (1990).

## Биография
Родилась в 1942 году в деревне Сягаевка Горьковского района Омской области.
Детство Марии пришлось на тяжёлые военные и послевоенные годы. Когда родители были на работе, то вся работа по дому и по хозяйству ложилась на хрупкие детские плечи. В семь лет пошла Мария в Сягаевскую начальную школу. В школе Мария была прилежной ученицей. Закончила она 4 класса, так как в деревне была только начальная школа, а ходить в другую школу не было
возможности. После окончания школы, с 11 лет, была первой помощницей по дому и ещё ходила с мамой на работу.
После окончания четырёх классов школы в 1956 году сразу отправилась на работу — вместе с остальными подростками трудилась в поле. С 1959 года работала дояркой на ферме в совхозе «Алексеевский» Горьковского района Омской области. Ферма насчитывала сотни фуражных коров, за 55 из них ухаживала молодая доярка. Стала одной из первых «трехтысячниц» в районе, надаивая 3000 килограмм молока в год с коровы.
В 21 год, в 1963 году, Мария вышла замуж за водителя Борисова Григория Григорьевича. Но водителем он проработал всего 2 года, и перешёл скотником на ферму, чтобы помогать своей жене. После рождения детей Мария Ивановна с ними сидела дома только по два месяца, а потом на работу. В воспитании детей и по дому помогала мама Марии Ивановны, которая жила с ним.
Указом Президиума Верховного Совета СССР от 17 февраля 1975 года награждена орденом Трудовой Славы 3-й степени.
Эта награда послужила стимулом для достижения наивысших результатов. Суточная продуктивность от каждой коровы приближается к 11 кг молока. Да и ещё сказывалось и то, что к началу 80-х годов труд на ферме стал механизированным. Среди правофланговых социалистического
соревнования животноводов Горьковского района была доярка совхоза «Алексеевский» Борисова Мария Ивановна. Знатный мастер своего дела, умелая наставница, она охотно передавала накопленный опыт молодёжи, активно участвовала в общественной жизни хозяйства.
Указом Президиума Верховного Совета СССР от 23 декабря 1976 года награждена орденом Трудовой Славы 2-й степени.
И в канун 27 съезда партии Мария Ивановна Борисова удостоена высокой
награды Родины: Указом Президиума Верховного Совета СССР от 5 декабря 1985 года Борисова Мария Ивановна награждена орденом Трудовой Славы 1-й степени.
Мария Ивановна Борисова стала первым в Омской области полным кавалером ордена Трудовой Славы. Была достигнута вершина славы трудовой! Эти награды не стали последним рубежом, Мария Ивановна продолжала отлично трудиться и повышать свои показатели. Всегда, что она наметит то и выполнит. О Марии Ивановне много писали в журналах и газетах, приглашали на различные мероприятия. Она была участником 17 съезда Профсоюзов СССР в Москве, в феврале
1987 года.
С 1997 года — на пенсии. У Марии Ивановны в трудовой книжке стоит одна запись о приёме на работу дояркой в «Алексеевский» совхоз. На протяжении почти сорока лет она не изменила своей профессии, вкладывая в работу всю силу, умение, всё тепло души.
Жила в деревне Сягаевка Горьковского района Омской области.
Почётный гражданин Горьковского района.

## Награды
Награждена орденами Трудовой Славы 1-й, 2-й, 3-й степеней:
3 ст. 14.02.1975 № 23145
2 ст. 23.12.1976 № 509
1 ст. 06.08.1990 № 730
- медалями[1].